# Danmark (insuliță)
Danmark (în română Danemarca) este o insuliță, în apropierea orașului Sandvika, comuna Bærum, Norvegia.
Motivul original al numelui nu este cunoscut, dar numele este o tachinare a norvegienilor față de danezi, care face referire la suprafața mică a Danemarcei față de cea a Norvegiei.